# Corso Vollenhove
Corso Vollenhove is een bloemencorso dat jaarlijks in de Overijsselse plaats Vollenhove wordt georganiseerd door de Vollenhoofse Vereniging Voor Volksvermaken. Het evenement maakt deel uit van de lokale feestweek. Tijdens het gebeuren trekken praalwagens die versierd zijn met miljoenen dahlia's door de straten van het stadje. De wagens worden ontworpen en gebouwd door vrijwilligers van verschillende bouwgroepen. De corso trekt elk jaar tienduizenden bezoekers.

## Geschiedenis
De optocht vindt zijn oorsprong in 1905, toen enkele inwoners van Vollenhove een volksfeest wilden organiseren als alternatief voor de kermis, die vaak onrust veroorzaakte. Dit leidde tot de oprichting van de Vollenhoofse Vereniging Voor Volksvermaken, die sindsdien verantwoordelijk is voor de organisatie van de corso. Aanvankelijk bestonden de optochten uit versierde boerenwagens en waren er toneelstukken. Vanaf de jaren 1950 werden er steeds meer dahlia's gebruikt voor versiering van de wagens. Vanaf de jaren 1970 is het parcours voor overig verkeer afgesloten.

## Programma
De corso bestaat uit drie onderdelen::
- De 'jeugdcorso' vormt de start van de corsodag en wordt georganiseerd in de ochtend. Tijdens dit onderdeel trekken kinderen van lokale basisscholen door de straten van Vollenhove met skelters en kleine wagens, versierd met bloemen.
- De 'middagcorso' vormt het hoofdonderdeel van de dag. Huizenhoge praalwagens, bedekt met miljoenen dahlia's, trekken door de straten van Vollenhove. De praalwagens worden ondersteund door figuranten, geluidseffecten en lichteffecten, afhankelijk van het gekozen thema. Elke wagen wordt ontworpen door een bouwgroep en presenteert een uniek thema, vaak geïnspireerd door mythen, sagen of moderne verhalen.
- De 'avondcorso' onderscheidt Corso Vollenhove van andere bloemencorso's. De praalwagens trekken in de avond opnieuw door de straten, dit keer volledig verlicht.

Na de middagcorso vindt de officiële prijsuitreiking plaats. De jury beoordeelt de wagens op verschillende aspecten, zoals het idee, de compositie, de algemene indruk en de creativiteit van het geheel.

## Cultureel erfgoed
De Nederlandse corso's werden in 2021 gezamenlijk officieel toegevoegd aan de Representatieve lijst van het immaterieel cultureel erfgoed van de mensheid van UNESCO.